# Constituição Francesa de 1795 (Ano III)

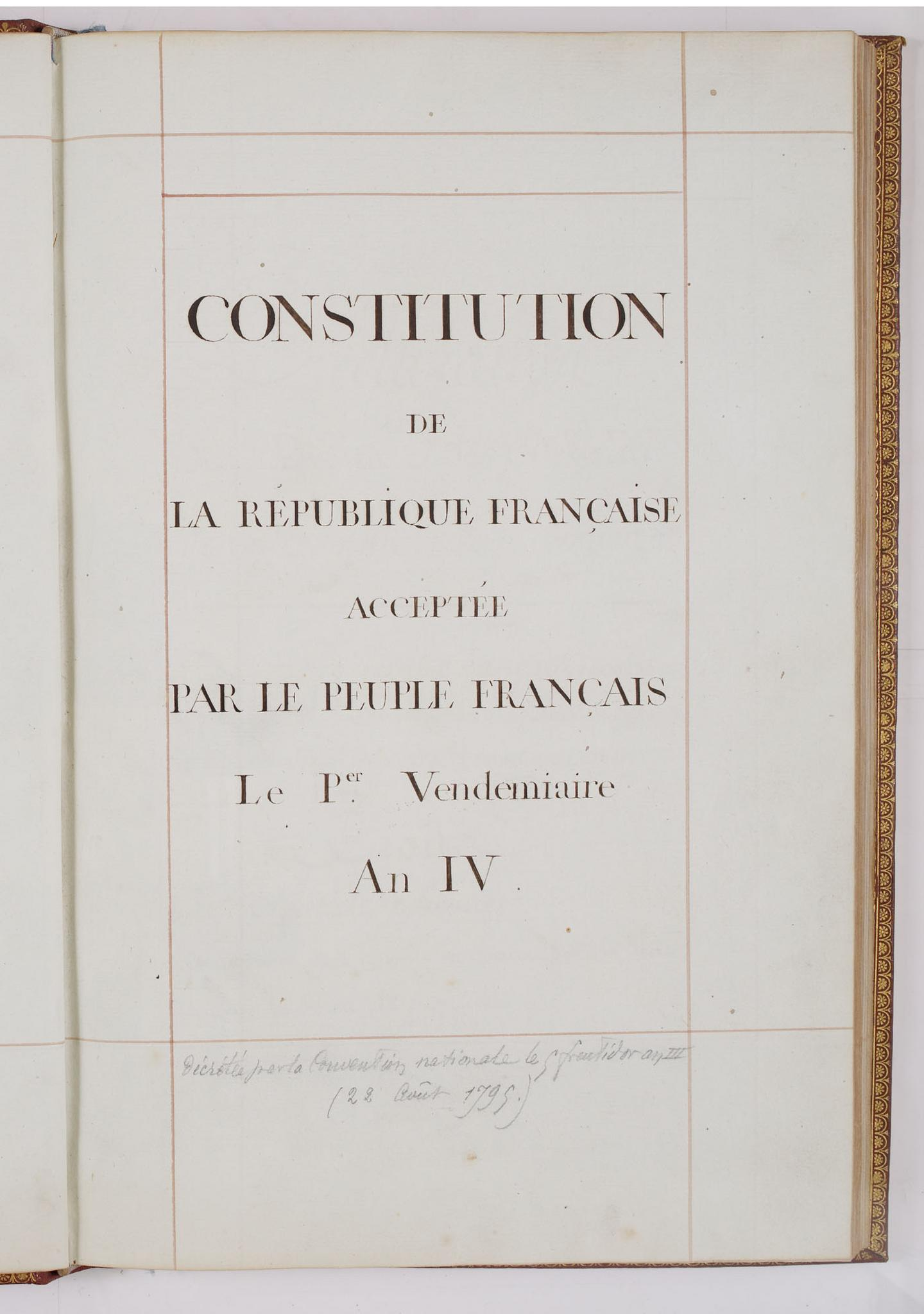
Original da Constituição Francesa de 1795 (Ano III).

A Constituição Francesa de 1795, também conhecida como Constituição do Ano III, foi a constituição da Primeira República Francesa correspondente ao período do Diretório (1795-1799). Foi a terceira constituição da França e a segunda do regime republicano no país, inaugurando aquela que é considerada a última fase da Revolução Francesa.

## Contexto
Adotada pela Convenção Termidoriana em 22 de agosto de 1795 (5 de Frutidor do Ano III) e aprovada por plebiscito em 6 de setembro (20 de Frutidor) do mesmo ano, seu preâmbulo era a "Declaração dos Direitos e Deveres do Homem e do Cidadão" de 1795. A sua promulgação foi seguida por um novo código penal, o "Código de Delitos e Penas". Foi a primeira constituição republicana a ser aplicada pela Convenção, visto que a Constituição de 1793 (6 de Messidor do Ano I) foi suspensa pelo regime do Terror. Entre seus redatores, esteve o abade Emmanuel Joseph Sieyès, figura destacada da Monarquia Constitucional (1789-1792) e um dos arquitetos do Consulado (1799-1804). 

A Constituição do Ano III entrou oficialmente em vigor no Ano IV (1796), sendo suspensa em 10 de novembro de 1799 (ano VIII), um dia após o Golpe de 18 de Brumário de Napoleão Bonaparte. Na ocasião do golpe, deputados exigiram respeito à Constituição, ao que Napoleão respondeu:
A Constituição! Vocês mesmos a destruíram! Vocês a violaram em 18 de Frutidor; a violaram em 22 de Floreal; a violaram em 30 de Prairial. Ela já não tem o respeito de ninguém!

## Princípios
Seu segundo artigo confirmava a soberania popular, conceito inaugurado pelo processo revolucionário francês:
- Artigo 2. A universalidade dos cidadãos franceses é o soberano.

O documento foi pautado na busca por um equilíbrio institucional na França, tentando evitar tanto a democracia quanto a monarquia. Pode ser considerado, dessa forma, um documento clássico do liberalismo.

## Declaração dos Direitos e Deveres do Homem e do Cidadão

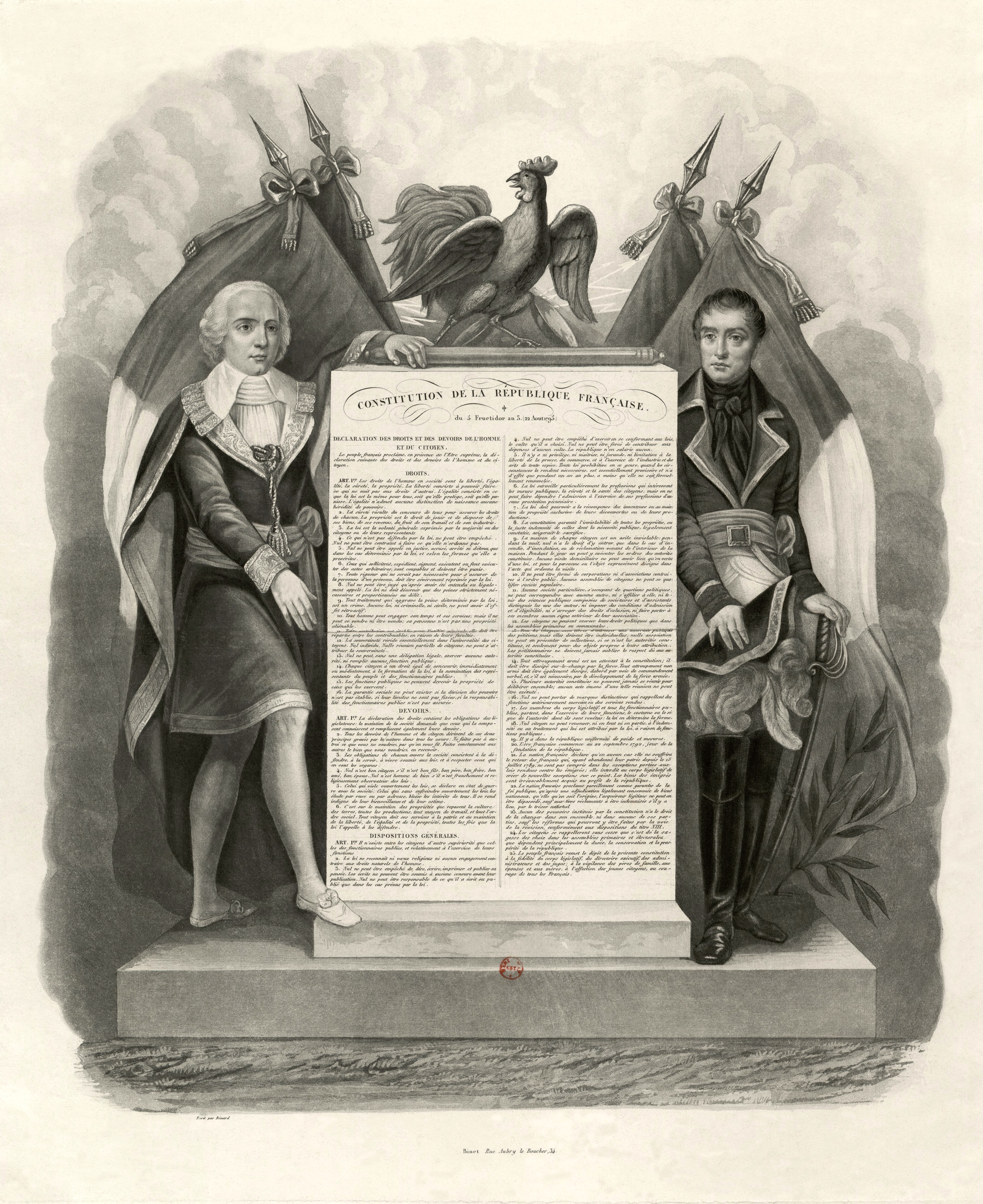
Alegoria da Constituição Francesa de 1795, em que se vê as figuras de Paul Barras e do Galo Gaulês.

A "Declaração dos Direitos e Deveres do Homem e do Cidadão" de 1795 correspondia ao preâmbulo da Constituição. Inspirados, principalmente, pela Declaração de 1789, os direitos proclamados na nova constituição também foram baseados em partes da Declaração jacobina de 1793. Desse modo, a escravidão nas colônias e territórios franceses, por exemplo, permaneceu abolida, além do processo de descristianização da França ser aprofundado no período. Por outro lado, o documento adotou o sufrágio censitário como forma de escolha dos membros das assembleias nacionais e regionais, limitando o direito à cidadania no país e aumentando as desigualdades entre proprietários e trabalhadores. As mulheres continuaram excluídas do sistema político.
Ansiosos por manter a ordem, os constituintes termidorianos estabeleceram explicitamente uma parte intitulada “Deveres” na Declaração. As declarações anteriores, embora apenas se referissem aos direitos nos seus títulos, incluíam, no entanto, também deveres. Mais do que uma inovação jurídica, este acréscimo teria, portanto, um significado educativo e político para o novo regime. Dentre esses deveres, por exemplo, estavam ideias como: “O bom cidadão é o bom filho, o bom pai, o bom irmão, o bom amigo, o bom marido”.

## Poder Legislativo

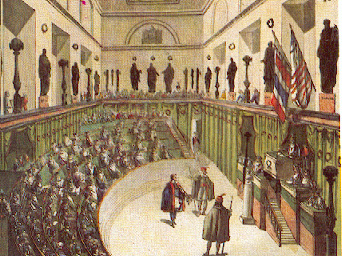
O Conselho dos Anciões em sessão (1797).

O Poder Legislativo era dividido entre duas assembleias: o Conselho dos Quinhentos, que propunha as leis, e o Conselho dos Anciões (composto por 250 membros), que as adotava ou rejeitava. Esses dois conselhos eram renovados por terços a cada ano.
Contudo, não se tratava de um bicameralismo no sentido contemporâneo do termo, uma vez que as duas câmaras representavam a mesma população e eram eleitas segundo o mesmo procedimento - a divisão entre as duas assembleias era feita apenas com base na idade.

## Poder Executivo

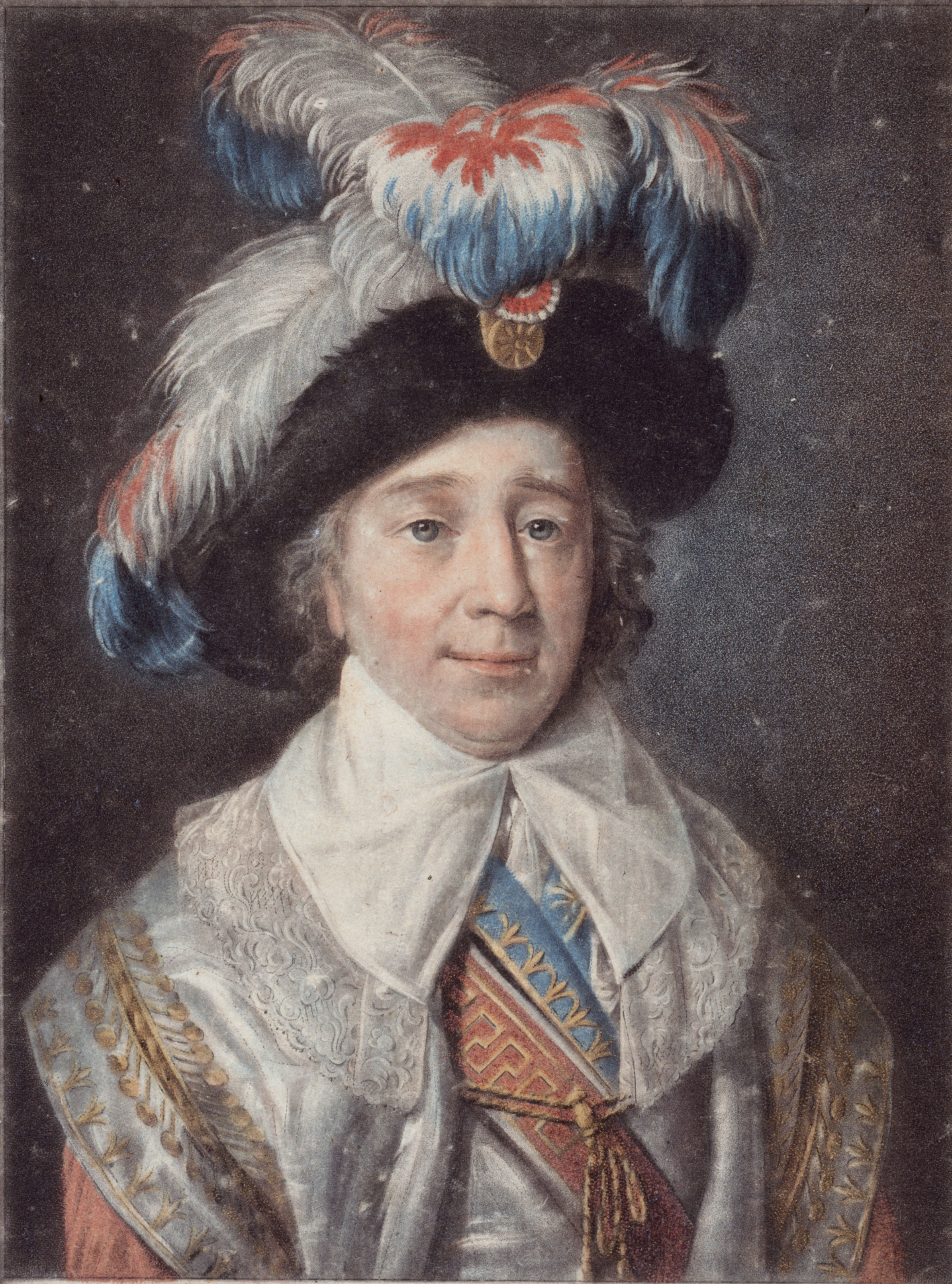
Paul Barras, membro do Diretório entre 1795 e 1799.

A Constituição adotou o sistema diretorial de governo, uma vez que o Poder Executivo não foi confiado a um único magistrado, mas sim a cinco diretores, daí o nome "Diretório" com que ficou conhecido o novo regime.
Todos os anos, um de seus membros era substituído por um novo. O Conselho dos Quinhentos designava por voto secreto dez nomes que eram propostos ao Conselho dos Anciões, que, por sua vez, designava um entre estes dez para fazer parte do Diretório. Cada diretor exercia a presidência sucessivamente durante apenas três meses e este presidente não tinha preponderância pessoal nem poder particular sobre seus pares.

## Religião
A Constituição de 1795 oficializou a separação entre o Estado e a Igreja na França. Em seu Título XIV, Artigo 354, declarava: “Ninguém pode ser impedido de exercer o culto que escolheu. Ninguém pode ser forçado a contribuir para as despesas de nenhum culto. A República não salaria nenhum deles”.
O texto foi reforçado pelo decreto de 21 de fevereiro de 1795 (3 de Ventoso do Ano III), que reconheceu a liberdade de cultos no país. Essas medidas levaram ao surgimento de novos cultos cívicos na França, como o Culto Decadário e a Teofilantropia, além do fortalecimento do anticlericalismo no âmbito político. Paradoxalmente, a influência social da Igreja Católica na França voltou a crescer nesse período.